# Centropogon pedicellaris
Centropogon pedicellaris är en klockväxtart som beskrevs av Henry Allan Gleason. Centropogon pedicellaris ingår i släktet Centropogon och familjen klockväxter. Inga underarter finns listade i Catalogue of Life.